# Mócsy László (jogász)
Mócsy László (Kolozsvár, 1925. augusztus 17. – Budapest, 2003. január 3.) romániai magyar jogász, szakíró, egyetemi tanár, Mócsy Ildikó fizikus férje.

## Élete és munkássága
Szülővárosa Unitárius Főgimnáziumában érettségizett 1944-ben, majd 1948-ban diplomát szerzett a Bolyai Tudományegyetem jogtudományi karán. Egyetemi pályára lépve, 1960-ban adjunktus lett a büntetőjogi tanszéken, a jogtudományok doktora; később a Megyeközi Kriminalisztikai Szakértői Laboratórium vezetője, 1980-tól a Probleme de Criminalistică şi de Criminologie című szakfolyóirat szerkesztőbizottsági tagja. Tanulmányait, tudománynépszerűsítő írásait a Korunk, A Hét, a Revista Română de Drept, valamint az Igazság közölte. A Probleme de medicină legală VII-VIII (1969) kötetében szaktanulmánya jelent meg más személyek írásának utánzásáról (Imitarea scrisului altei persoane cu aplicarea alternativă a metodelor falsului), lengyel nyelven jelent meg egy dolgozata a golyóstoll-festékanyagokkal fedett szövegek láthatóvá tételéről (Problémy kryminalistyki, Varsó, 1971/93).
1991 szeptemberétől az EME jog-, közgazdaság- és társadalomtudományi szakosztályának titkára volt. A Családi Tükör hasábjain Mit mond az írásunk? fejléc alatt sorozatosan jelennek meg grafológiai cikkei.

## Művei
- A huligánság (társszerző Gergely Jenő, Jogi Kis Könyvtár 7., 1957)
- Kriminalisztika. Általános rész (egyetemi jegyzet, Kolozsvár, 1958)
- Tratat practic de criminalistică II (társszerző, 1978)
- Îndrumar privind expertiza criminalistică (társszerző, 1986)